# Marc Lawrence
Marc Lawrence (Brooklyn, Nova York) és un director, guionista, productor i actor estatunidenc candidat al Premie Emmy. Escriptor de nombrosos episodis de la sèrie Family Ties, emesa entre 1982 i 1989 i protagonitzada per Michael J. Fox. També ha dirigit alguns capítols de la sèrie Sweet Valley High.
Ha escrit els guions de nombroses comèdies de Hollywood, entre les quals cal destacar The Out-of-Towners (1999), protagonitzada per Steve Martin i Goldie Hawn; i Miss Congeniality (2000) i Miss Congeniality 2: Armed and Fabulous (2005), ambdues protagonitzades per Sandra Bullock. En aquestes dues últimes pel·lícules també va exercir de productor executiu i productor, respectivament.
El seu debut en la direcció es va produir amb la comèdia romàntica Two Weeks Notice (2002) protagonitzada per Sandra Bullock i Hugh Grant, escrita també per ell mateix. Va ser un èxit de taquilla recaptant 199 milions de dòlars a nivell mundial. Més tard treballaria novament amb Hugh Grant en dues noves comèdies romàntiques escrites i dirigides per ell, Music and Lyrics (2007) i Did You Hear About the Morgans? (2009).

## Filmografia com a director
| Any  | Pel·lícula                      |
| ---- | ------------------------------- |
| 1995 | Sweet Valley High (TV)          |
| 2002 | Two Weeks Notice                |
| 2007 | Music and Lyrics                |
| 2009 | Did You Hear About the Morgans? |
| 2014 | Canvi de guió                   |
| 2019 | Noelle                          |

## Filmografia com a guionista
| Any  | Pel·lícula                              |
| ---- | --------------------------------------- |
| 1984 | Family Ties (TV)                        |
| 1999 | The Out-of-Towners                      |
| 1999 | Forces of Nature                        |
| 2000 | Miss Congeniality                       |
| 2002 | Two Weeks Notice                        |
| 2005 | Miss Congeniality 2: Armed and Fabulous |
| 2007 | Music and Lyrics                        |
| 2009 | Did You Hear About the Morgans?         |
| 2014 | Canvi de guió                           |
| 2019 | Noelle                                  |